# Skandinaviske folkesange
Skandinaviske folksange is een compositie van Niels Gade. Net als andere Scandinavische componisten (b.v. Edvard Grieg) wendde Gade zich ook tot plaatselijk bekende liederen om piano-arrangementen van de schrijven. Het verschil is dat Gade de volkliedjes aan elkaar laste, zodat één werk ontstond. Hij rondde het af in 1842, publicatie vond plaats in 1844. Inspiratie haalde Gade bij Andreas Peter Berggreen, ooit leraar van Gade. 
De volgende liedjes komen voorbij:
1. Liten Karin (uit Zweden)
2. Agnete og havmande (Denemarken)
3. Stusle Sondags Kvaellen eingang for em va (Noorwegen)
4. Dan Konning han ladere en havfrue Gribbe (Denemarken)
5. Je teente pas Kjolsta iflor (Noorwegen)
6. Den Bergtagna (Zweden)
7. Husk op i Ring, Ola guten min (Noorwegen)
8. Dronning Damars Dod (Denemarken)
9. Hertig Silferdal (Zweden)
10. Turnering (Denemarken)
11. Ifjol jet e jeiten ti djupaste dalom (Noorwegen)
12. Svend Vonved (Denemarken)
13. Tovfa Lilla (Zweden)
14. Aa man hang ik te Skouen engang (Noorwegen)
15. Grimmer og Kamper (Denemarken)
16. Je veet e liten jente (Noorwegen)
17. Hufsfrun (Zweden)
18. Ridderen i Lunden (Denemarken)
19. Malcolm Sinclair ((Zweden)
20. Marsk Stigs Dottre (Denemarken)
21. Markie gronas (Noorwegen)
22. Kjemperne paa Dovrefjeld (Denemarken)
23. Dalvina (Zweden)
24. Aa kjore ve aa kjerre vann (Noorwegen)
25. Liten Valpiga (Zweden)
26. Ridder Brynning (Denemarken)
27. Dernte griet for rakti Kjerst aa faae (Noorwegen)
28. Jungfrau Maria (Zweden)
29. Mollervisen (Denemarken)